# 世界五大知识产权局
世界五大知识产权局，指美国专利及商标局、歐洲專利局、日本特許廳、韓國特許廳和中国国家知识产权局。媒体引述时常简称为：中美欧日韩五局。每个年度，此五个机构会发布《五局统计报告》，亦有召开中美欧日韩发明领域五局合作局长会系列会议。2016年6月，该会议第九次会议在日本东京召开。